# Paris-Roubaix de 1913
A 18.ª edição da Paris-Roubaix teve lugar a 23 de março de 1913 e foi vencida pelo luxemburguês François Faber. Esta é a única vitória luxemburguesa até à data.

## Classificação final
| Posição | Ciclista           | Equipa         | Tempo |
| ------- | ------------------ | -------------- | ----- |
| 1       | François Faber     | Peugeot-Wolber |       |
| 2       | Charles Deruyter   | Peugeot-Wolber |       |
| 3       | Charles Crupelandt | La Française   |       |
| 4       | Louis Mottiat      | Alcyon         |       |
| 5       | Louis Luguet       | Automoto       |       |
| 6       | Joseph Van Daele   | JB Louvet      |       |
| 7       | Jules Masselis     | Alcyon         |       |
| 8       | Georges Passerieu  | Automoto       |       |
| 9       | Auguste Benoit     | La Française   |       |
| 10      | André Blaise       | Alcyon         |       |